# Crátilo
Crátilo (griego antiguo: Κρατύλος Kratylos) fue un filósofo griego de finales del del siglo V a. C.
Crátilo, como discípulo de Heráclito, defendía que uno no se podía bañar en el mismo río, no ya dos veces, como diría su maestro, sino ni tan siquiera una. Planteaban, así, la dificultad o imposibilidad de que el conocimiento científico versase sobre lo sensible. Fue maestro de Platón, y le transmitió esta doctrina que sería uno de los puntos de partida para desarrollar la teoría de las ideas.
Si el mundo está en constante cambio, entonces el río cambia instantáneamente. De la misma forma las palabras cambian incesantemente. En consecuencia, Crátilo decidió que la comunicación era imposible y renunció a hablar, limitando su comunicación al movimiento de su dedo.